# Helen (Georgia)
Helen ist eine City im White County im US-Bundesstaat Georgia mit 510 Einwohnern (Stand: 2010).

## Geographie
Helen liegt im Nordosten Georgias in den Blue Ridge Mountains. In der direkten Umgebung liegen der Unicoi State Park sowie der Smithgall Woods State Park. Die Stadt nennt sich selbst „Gateway to the Chattahoochee National Forest“ und liegt rund 10 km nördlich von Cleveland. Die Großstadt Atlanta liegt etwa 120 km südwestlich.

## Geschichte
Die frühere Holzfällerstadt, die beinahe zur Geisterstadt wurde, wurde von ihren eigenen Einwohnern gerettet, indem sie aus ihr ein Replikat einer bayerischen Alpenstadt machten, natürlich in den Appalachen, als Alpen-Ersatz. Das Design wurde im Bebauungsplan verbindlich festgelegt, sodass der klassische süddeutsche Stil heutzutage an jedem Gebäude zu finden ist. Deswegen ist in Helen der Tourismus die Haupteinnahmequelle der Einwohner. Die meisten Touristen kommen am Wochenende aus der Metropolregion Atlanta. Im Spätoktober ist Helen voll mit Menschenmassen, wenn der Herbst seinen Höhepunkt erreicht. Außerdem wird dort ein eigenes Oktoberfest während September, Oktober und November veranstaltet. Es gibt dort viele Veranstaltungen und Feste während eines Jahres. Eines ist das Heißluftballonrennen, das jedes Jahr im ersten Wochenende im Juni stattfindet.
Der Pegel von Helen (HELG1) befindet sich auf der Brücke über den Chattahoochee River in der Mitte der Innenstadt.
Am 30. August 2005 wurde Helen teilweise zerstört, als der Hurrikan Katrina einen Tornado in dieser Gegend verursachte. Der sich nach Norden bewegende Tornado bewegte sich knapp an der eigentlichen Stadt vorbei, zerstörte allerdings eine Lodge und ein Motel.

## Demographische Daten
Laut der Volkszählung von 2010 verteilten sich die damaligen 510 Einwohner auf 252 bewohnte Haushalte, was einen Schnitt von 2,02 Personen pro Haushalt ergibt. Insgesamt bestehen 850 Haushalte.
54,8 % der Haushalte waren Familienhaushalte (bestehend aus verheirateten Paaren mit oder ohne Nachkommen bzw. einem Elternteil mit Nachkomme) mit einer durchschnittlichen Größe von 2,61 Personen. In 19,4 % aller Haushalte lebten Kinder unter 18 Jahren sowie in 41,3 % aller Haushalte Personen mit mindestens 65 Jahren.
18,0 % der Bevölkerung waren jünger als 20 Jahre, 16,0 % waren 20 bis 39 Jahre alt, 29,4 % waren 40 bis 59 Jahre alt und 36,5 % waren mindestens 60 Jahre alt. Das mittlere Alter betrug 53 Jahre. 48,6 % der Bevölkerung waren männlich und 51,4 % weiblich.
92,5 % der Bevölkerung bezeichneten sich als Weiße, 0,6 % als Afroamerikaner, 0,4 % als Indianer und 4,7 % als Asian Americans. 1,4 % gaben die Angehörigkeit zu einer anderen Ethnie und 0,4 % zu mehreren Ethnien an. 3,5 % der Bevölkerung bestand aus Hispanics oder Latinos.
Das durchschnittliche Jahreseinkommen pro Haushalt lag bei 44.500 USD, dabei lebten 17,2 % der Bevölkerung unter der Armutsgrenze.

## Verkehr
Helen wird von den Georgia State Routes 75 und 356 durchquert bzw. tangiert. Eine Parallelstraße in den Westen ist als Georgia 75 Alt ausgeschildert, damit man sie als Ortsumgehungsstraße um die Stadt erkennt. Im Herbst oder an anderen Wochenenden gibt es dort oft Staus. Der nächste Flughafen ist der Flughafen Atlanta (rund 160 km südwestlich).

## Kriminalität
Die Kriminalitätsrate lag im Jahr 2010 mit 598 Punkten (US-Durchschnitt: 266 Punkte) im hohen Bereich. Es gab neun Körperverletzungen, sechs Einbrüche, 72 Diebstähle und zwei Autodiebstähle.